# الولايات المتحدة في الألعاب الأولمبية الصيفية 1996
كانت الولايات المتحدة هي الدولة المضيفة لدورة الألعاب الأولمبية الصيفية عام 1996 في أتلانتا، جورجيا. شاركت الولايات المتحدة بعدد 646 منافسين، منهم 375 من الرجال و 271 النساء، وذلك ب263 مسابقة مختلفة 31 رياضة.